# تاتیانا فوردوخینا
تاتیانا فوردوخینا (روسی: Татьяна Петровна Провидохина؛ زادهٔ march ۲۶, ۱۹۵۳ (۷۱ سال)) ورزشکار دو و میدانی اهل اتحاد جماهیر شوروی سوسیالیستی است.
وی در مسابقات کشوری و بین‌المللی در مجموع برندهٔ ۱ مدال طلا، ۱ مدال برنز شده‌است.